# Forschungs- und Beratungsstelle Arbeitswelt
Die Forschungs- und Beratungsstelle Arbeitswelt (FORBA) ist ein interdisziplinär zusammengesetztes, international ausgerichtetes Forschungsinstitut in Wien, Österreich.

## Geschichte
FORBA wurde 1991 von Mitarbeitern des Instituts für Höhere Studien in Wien gegründet. Die Geschäftsführung liegt bei Thomas Riesenecker-Caba.
Der Vorstand/das Leitungsteam setzt sich zusammen aus Hubert Eichmann, Jörg Flecker (Vereinsobmann), Thomas Riesenecker-Caba und Annika Schönauer.
Derzeit sind ca. 15 Personen bei FORBA beschäftigt.  Ziel des Instituts ist es, das Wissen über Arbeit und Beschäftigung zu vermehren und durch Politikberatung zur Verbesserung der Arbeitsbedingungen beizutragen.

## Tätigkeitsbereiche
FORBA ist auf aktuelle Themen der Arbeitsforschung spezialisiert und vereint dabei die Disziplinen Soziologie, Politikwissenschaft, Sozioökonomie und Wirtschaftsinformatik. Die Arbeit des Instituts gliedert sich in folgende Schwerpunkte:
- Arbeit, Organisation, Internationalisierung
- Arbeit, Geschlecht, Politik
- Nachhaltige Arbeits- und Lebenswelten
- Technikgestaltung und Datenschutz

## Wissenschaftliche Arbeiten (Auswahl)
- Neue Prekarität. Die Folgen aktivierender Arbeitsmarktpolitik – europäische Länder im Vergleich. Campus Verlag, Frankfurt/New York 2012: ISBN 978-3-5933-9656-9[1]
- Verwendung personenbezogener Daten und Grenzen betrieblicher Mitbestimmung: Datenschutz in der Arbeitswelt. Arbeiterkammer Wien, Sozialpolitik in Diskussion Nr. 12, Wien 2011: ISBN 978-3-7063-0407-8[2]
- Praktika und Praktikanten/Praktikantinnen in Österreich. Empirische Analyse von Praktika sowie der Situation von Praktikanten/Praktikantinnen. FORBA-Forschungsbericht 4/2011 im Auftrag des Österreichischen Bundesministeriums für Arbeit, Soziales und Konsumentenschutz (BMASK), Wien 2011[3]
- Collective bargaining and balanced recovery: The case of Austria. in: International Labour Office (Hrsg.), Working Paper No. 23, Industrial and Employment Relations Department, Genf 2011[4]
- „... was willst du viel mitbestimmen?“ Flexible Arbeit und Partizipationschancen in IT-Dienstleistungen und mobiler Pflege. FORBA-Forschung Bd. 5, sigma edition, Berlin 2010: ISBN 978-3-8360-6705-8[5]